# アカネムグラ
アカネムグラ（茜葎、学名：Rubia jesoensis）は、アカネ科アカネ亜科アカネ属の多年草。別名、オオアカネ。

## 特徴
根茎は細く横に這う。茎は直立して、高さは20-60cmになり、やや太く、四角形で4稜があり、稜には小さな下向きの刺がまばらにある。葉は4個が輪生するが、この葉は2個の本来の対生する葉と２個の葉状の托葉となる。葉身は長さ3-8cm、幅0.4-1.5cm、披針形から線状披針形で、先は鋭頭、基部はしだいに狭まって不明瞭な葉柄がある。葉の表面の中央葉脈に短い剛毛が散生し、ざらつき、縁と裏面の葉脈に下向きの刺がある。
花期は6-7月。茎中部から上部の葉腋から長さ1-3cmの集散花序を伸ばし、数個から20数個の花をまばら、またはやや密につける。花柄は長さ1-3mmになり、毛はない。花冠は杯状で、径3-4mmになり、白色で先は4-5裂し、裂片は披針形または三角形で、長さ1.5-2mmになる。花冠裂片はつぼみ時には敷石状にたたまれる。萼筒は半球形で、径0.5-1.2mm、長さ0.5-1mmになる。雄蕊は5個ある。子房は2室に分かれ、各室に1個の胚珠がある。花柱は2裂する。果実は2個の分果からなり、各分果に1個の種子がある。分果は径3-4mmの球形の液果で、熟すと黒色に変色する。

## 分布と生育環境
日本では南千島、北海道、本州の北陸地方・東北地方に分布し、海岸近くの湿った草地や低地の湿地に生育する。世界では、千島列島、サハリン、ウスリーに分布する。

## 名前の由来
和名アカネムグラは「茜葎」の意で、アカネ属に属するが、姿形はヤエムグラ属に類することからいう。ムグラ（葎）は、草むら、藪の意味がある。
種小名（種形容語）jesoensis は、「北海道（蝦夷）の」の意味。タイプ標本は、北海道で採集されたもの。

## ギャラリー

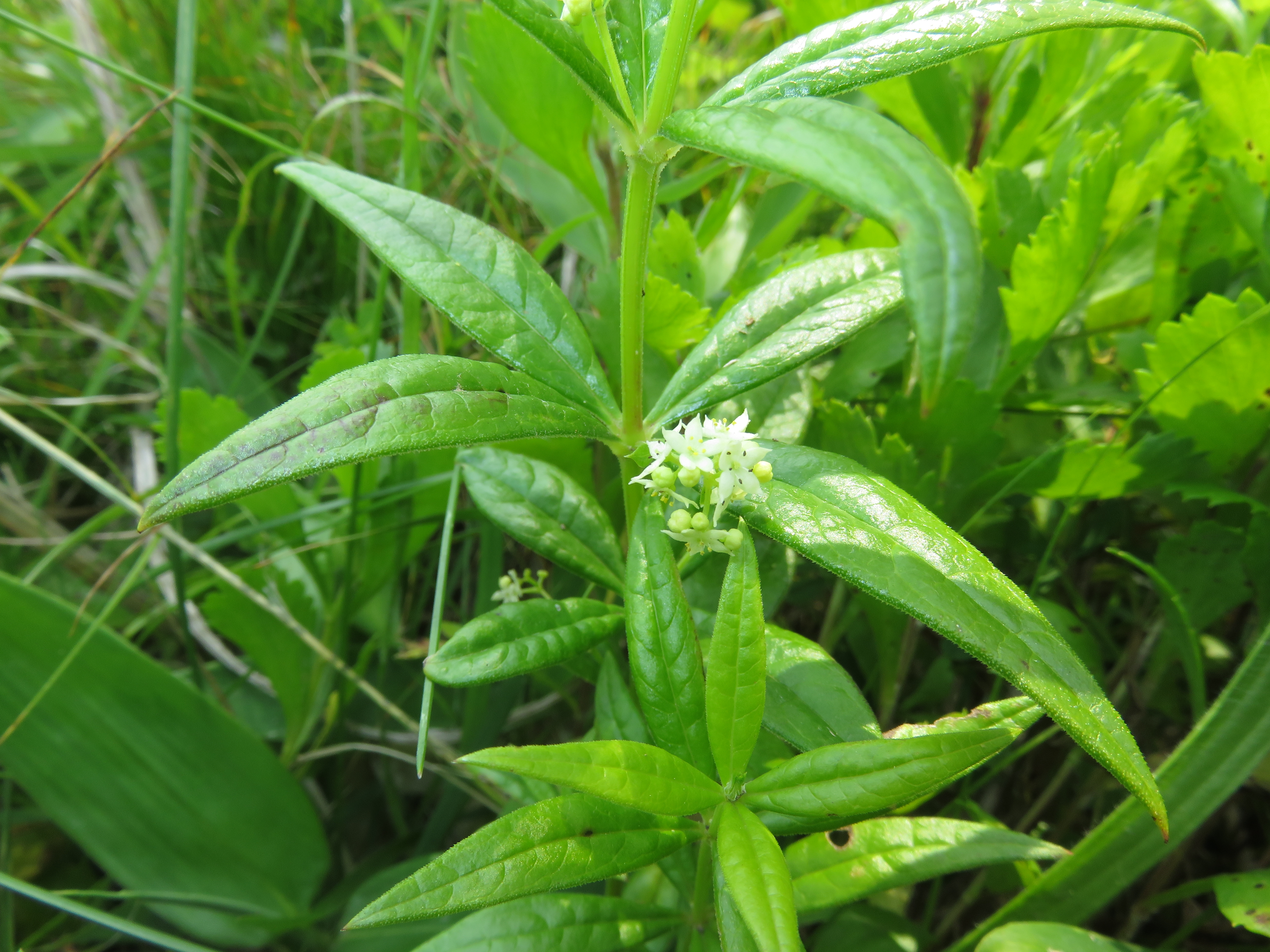
葉は4輪生し、先はとがる。縁に下向きの刺がある。